# Vierge et Enfant en majesté entourés de Dieu le Père, du Saint-Esprit et d'anges
La Vierge et Enfant en majesté entourés de Dieu le Père, du Saint-Esprit et d'anges  est une  peinture de Giovanni del Biondo datant de 1380, conservée au musée des beaux-arts de Montréal.

## Histoire
Le tableau, à haut cintré en ogive, est probablement le panneau central d'un triptyque démembré et dispersé, retable de dévotion personnelle.
Œuvre italienne des « vieux maîtres », issue en 1953 du fonds John W. Tempest, la peinture figure dans la collection Art international ancien et moderne du MBAM, maintenant installée dans le pavillon Jean-Noël Desmarais au niveau 4.

## Iconographie
La Vierge à l'Enfant est accompagnée de Dieu le père et de la colombe du Saint-Esprit, figures de la Trinité chrétienne. D'autres figures célestes (anges) peuvent l'accompagner également.

## Description
Vêtue d'une longue tunique (noire, probablement dû au vieillissement et oxydation des pigments), la Vierge porte l'Enfant sur ses genoux et est entourée  de quatre anges vus de profil, répartis à droite et à gauche dont un, à robe rose, tend un oiseau à la main de l'Enfant tourné vers lui. 
Le groupe central est surmonté de Dieu le père dans les cieux, avec entre eux, la colombe du Saint-Esprit. Des chérubins bleus les entourent, trois de chaque côté.